# أدالبيرت بروبست
أدالبيرت بروبست (بالألمانية: Adalbert Probst)‏ هو مقاوم وسياسي ألماني، ولد في 27 يوليو 1900 في ريغنسبورغ في ألمانيا، وتوفي في 2 يوليو 1934.